# Pálosremete község
Pálosremete község (románul: Comuna Remeți) község Máramaros megyében, Romániában. Központja Pálosremete, beosztott falvai Kistécső (Románia), Kövesláz.

## Népessége
A 2011-es népszámlálás adatai alapján a község népessége 3040 fő volt.